# Chosen Jacobs
Chosen Jacobs (Springfield, Massachusetts, 2001. július 1. –) amerikai színész és énekes.
A Hawaii Five-0 televíziós sorozattal vált ismertté. Szerepelt a Stephen King regénye alapján készült Az (2017) filmadaptációban és annak 2019-es második részében is.

## Élete és pályafutása
Jacobs a Massachusetts állambeli Springfieldben született. Fiatalkorában Atlantába költözött, itt nevelkedett.

## Filmográfia

### Film
| Év   | Magyar címím         | Eredeti cím          | Szerep               | Magyar hang  |
| ---- | -------------------- | -------------------- | -------------------- | ------------ |
| 2016 |                      | Remnants (rövidfilm) | George               |              |
| 2017 | Testvér játszma      | Cops and Robbers     | Michael fiatalon     |              |
| 2017 | Az                   | It                   | Mike Hanlon          | Gerő Botond  |
| 2019 | Az – Második fejezet | It: Chapter Two      | Mike Hanlon fiatalon | Gerő Botond  |
| 2022 | Cipőpipőke           | Sneakerella          | El                   |              |
| 2022 | Bíbor szívek         | Purple Hearts        | Frankie              | Berkes Bence |
| 2022 | Darby és a holtak    | Darby and the Dead   | Alex                 |              |

### Televízió
| Év        | Magyar cím      | Eredeti cím                 | Szerep           | Megjegyzések |
| --------- | --------------- | --------------------------- | ---------------- | ------------ |
| 2016–2018 | Hawaii Five-0   | Hawaii Five-0               | Will Grover      | 7 epizód     |
| 2018      | Castle Rock     | Castle Rock                 | Wendell Deaver   | 4 epizód     |
| 2018      |                 | American Woman              | William          | 1 epizód     |
| 2020      | Isten belájkolt | God Friended Me             | Zack Waller      | 5 epizód     |
| 2020      |                 | When the Streetlights Go On | Charlie Chambers | főszereplő   |